# Synagoga Chóralna w Słucku
Synagoga Chóralna w Słucku (biał. Сінагога харальная) – żydowska bóżnica istniejąca w Słucku w latach 1880–1944. 
Murowana synagoga została zniszczona w czasie II wojny światowej i nie odbudowana. 